# 暑假作業 (電影)
《暑假作業》是一部由張作驥執導的2013年臺灣電影。本片入圍第66屆盧卡諾影展競賽單元，並獲第50屆金馬獎最佳新演員與最佳原創電影音樂 兩項提名。

## 劇情綱要
管小寶（楊亮俞飾）是一名生長在臺北都會區的小學生，暑假來臨時，由於父親（閻永恆飾）與母親（江少儀飾）彼此忙於工作無暇照顧孩子，因此小寶收拾好自己的暑假作業與平板電腦，被爸爸送往新店屈尺的爺爺（管管飾）家度過暑假。來到鄉下的小寶對一切感到既陌生又好奇，同時還得適應與臺北家中截然不同的生活習慣。一天，小寶來到一處總共只有20餘名學生的小學校園認識新朋友，在這裡逐漸轉變心境，從平板電腦中的遊戲世界進入寬廣的鄉野，開始關心身邊的人群。颱風季來臨，擾亂了暑假的平靜，管小寶也在這假期中了解到除了作業之外，還得面對更為難解的人生課題。

## 演員
- 管小寶（大雄）：楊亮俞
- 爺爺：管運龍（管管）
- 爸爸：閻永恆（星星王子）
- 媽媽：江少儀
- 管莒蒻（蒟蒻）：林亞鄀
- 涵沂老師：瑤涵沂
- 名詮：謝明詮
- 大熊：高水蓮
- 卡拉OK老闆娘：今子嫣
- 仁碩：鄭人碩[5]

## 獎項
| 主辦單位         | 獎項             | 受獎者       | 階段／結果 |
| ---------------- | ---------------- | ------------ | ---------- |
| 第66屆盧卡諾影展 | 金豹獎           | 《暑假作業》 | 提名       |
| 第50屆金馬獎     | 最佳新演員       | 楊亮俞       | 提名       |
| 第50屆金馬獎     | 最佳原創電影音樂 | 吳睿然       | 提名       |

## 外部連結
- 《暑假作業》官方網站
- 《暑假作業》的Facebook專頁
- Yahoo奇摩電影上《暑假作業》的資料（繁體中文）
- MSN娛樂上《暑假作業》的資料（繁體中文）

- 開眼電影網上《暑假作業》的資料（繁體中文）
- 香港影庫上《暑假作業》的資料（繁體中文）
- 时光网上《暑假作業》的資料（简体中文）
- 豆瓣电影上《暑假作業》的資料 （简体中文）
- 爛番茄上《暑假作業》的資料（英文）
- AllMovie上《暑假作業》的资料（英文）
- 互联网电影数据库（IMDb）上《暑假作業》的资料（英文）